# 郑有全
郑有全（1954年—），河南许昌人，汉族，中华人民共和国政治人物、第十二届全国人民代表大会河南地区代表。
毕业于北京大学商学院远程MBA教育专业。2008年起担任全国人大代表。2013年，担任全国人大代表。